# Кастіно
Кастіно (італ. Castino, п'єм. Casto) — муніципалітет в Італії, у регіоні П'ємонт,  провінція Кунео.
Кастіно розташоване на відстані близько 470 км на північний захід від Рима, 65 км на південний схід від Турина, 60 км на північний схід від Кунео.
Населення — 491 особа (2014).
Щорічний фестиваль відбувається 22 травня. Покровитель — San Bovo.

## Демографія
Населення за роками:

Станом на 1 січня 2023 року в муніципалітеті офіційно проживало 60 іноземців з 13 країн, серед них 23 громадяни країн Євросоюзу.

## Сусідні муніципалітети
- Боргомале
- Бозія
- Кортемілія
- Манго
- Перлетто
- Роккетта-Бельбо
- Треццо-Тінелла
- Везіме